# Gouvernement Sandu
République de Moldavie
Filip Chicu
Le gouvernement Sandu (en roumain : Guvernul Maia Sandu) est le gouvernement de la République de Moldavie du 8 juin au 14 novembre 2019, durant la Xe législature du Parlement.

## Coalition et historique
Dirigé par la nouvelle Première ministre libérale Maia Sandu, ancienne ministre de l'Éducation, ce gouvernement est composé et soutenu par une coalition entre le bloc électoral pro-européen ACUM — qui réunit le Parti action et solidarité (PAS) et la Plateforme vérité et dignité (DA — et le Parti des socialistes de la république de Moldavie (PSRM) pro-russe. Ensemble, ils disposent de 61 députés sur 101, soit 60,4 % des sièges du Parlement.
Il est formé à la suite des élections législatives du 24 février 2019.
Il succède donc au gouvernement du social-démocrate Pavel Filip, constitué d'une coalition entre le Parti démocrate de Moldavie (PDM) et le Parti libéral (PL), et soutenu par des députés indépendants.

### Formation
Le 8 avril, l'ACUM et le PSRM entament une première série de négociations, qui se soldent par un échec. Après le déplacement à Chișinău du commissaire européen à l'Élargissement Johannes Hahn, du directeur du bureau de l'Europe orientale au département d'État des États-Unis Brad Freden et du représentant économique de la présidence russe Dmitry Kozak, les discussions entre les deux partis reprennent le 4 juin.
Le succès des échanges entre les deux partis amène à la désignation de Maia Sandu comme Première ministre. Le gouvernement qu'elle constitue reçoit la confiance du Parlement le 8 juin, par 61 voix favorables. Cette session est boycottée par les députés du Parti démocrate, aucun administrateur parlementaire n'est présent et le bâtiment se trouve temporairement privé d'électricité.

### Crise constitutionnelle
Le président du PDM Vladimir Plahotniuc avait auparavant dénoncé « un coup d'État » du fait de l'alliance entre des forces opposées sur le plan de l'avenir diplomatique du pays. Le Parlement approuve également une résolution affirmant que « le régime de Plahotniuc est devenu le pire des maux auxquels la Moldavie a eu affaire dans son histoire moderne ». Elle dénonce le fait que « les oligarques ont établi une dictature mue par la manipulation, la terreur, le mensonge et la désinformation. Le pays se vautre dans la corruption ».
Bien que l'exécutif soit ensuite assermenté par le président de la République Igor Dodon, sa formation fait l'objet d'un contentieux. La Cour constitutionnelle juge en effet que le Parlement aurait dû être dissous depuis le 7 juin puisque la Constitution impose une telle mesure si aucun gouvernement n'est formé dans les trois mois qui suivent la publication du résultat des élections législatives. Cette publication ayant eu lieu le 9 mars, le président Dodon estime avoir jusqu'au 9 juin avant d'appeler à un nouveau scrutin, tandis que la Cour considère que ce délai s'entend comme 90 jours, ramenant la date butoir au 7 juin.
Si la Cour juge ainsi que toute décision prise par les députés à partir du 8 juin « notamment l'élection à la présidence de Zinaida Greceanîi et le vote de confiance au gouvernement » sont sans validité, ces derniers votent en réaction une déclaration affirmant que les structures de l'État sont captives, notamment la juridiction constitutionnelle, et que leurs actes doivent être considérés comme illégaux.
Le 9 juin, la Cour constitutionnelle prononce la suspension temporaire de Dodon, le remplace à titre provisoire par le Premier ministre sortant Pavel Filip et oblige ce dernier à prononcer la dissolution de l'assemblée parlementaire. Ce dernier annonce alors la dissolution du Parlement et de nouvelles élections pour le 6 septembre suivant.

### Normalisation puis renversement
Le 11 juin, le président Dodon annule la dissolution du Parlement. Le 14 juin, Filip annonce la démission du gouvernement mais continue de réclamer des législatives anticipées.
Le 12 novembre 2019, le Parti des socialistes fait tomber le gouvernement Sandu. Un désaccord sur une réforme du mode d'élection du procureur de la République, voulue par la Première ministre, mène le 6 novembre au dépôt par les socialistes d'une motion de censure, qui est votée avec le soutien des démocrates six jours plus tard par 63 voix sur 101. Les différentes formations politiques disposent alors de trois mois pour s'entendre sur un nouveau gouvernement, faute de quoi le parlement sera dissous, entraînant des élections législatives anticipées,. Le 13 novembre, Ion Chicu est chargé de former un gouvernement qui est approuvé le lendemain par le Parlement.

## Composition
- La composition du gouvernement est la suivante[17] :

| Portefeuille                                                               | Nom | Nom                                        | Parti |
| -------------------------------------------------------------------------- | --- | ------------------------------------------ | ----- |
| Première ministre                                                          |     | Maia Sandu                                 | PAS   |
| Vice-Premier ministre Ministre de l'Intérieur                              |     | Andrei Năstase                             | DA    |
| Vice-Premier ministre Chargé de la Réintégration territoriale              |     | Vasilii Șova                               | PSRM  |
| Ministre des Affaires étrangères et de l'Intégration européenne            |     | Nicolae Popescu                            | Sans  |
| Ministre de l'Agriculture, du Développement régional et de l'Environnement |     | Georgeta Mincu                             | Sans  |
| Ministre de la Défense                                                     |     | Pavel Voicu                                | PSRM  |
| Ministre de l'Économie et des Infrastructures                              |     | Vadim Brînzan                              | Sans  |
| Ministre de l'Éducation, de la Culture et de la Recherche                  |     | Liliana Nicolăescu-Onofrei                 | PAS   |
| Ministre des Finances                                                      |     | Natalia Gavrilița                          | Sans  |
| Ministre de la Justice                                                     |     | Stanislav Pavlovschi (jusqu'au 24/06/2019) | DA    |
| Ministre de la Justice                                                     |     | Olesea Stamate                             | Sans  |
| Ministre de la Santé, du Travail et de la Protection sociale               |     | Ala Nemerenco                              | Sans  |